# Castell de Santa Florentina
El castell de Santa Florentina, abans domus de Canet, és un antic edifici medieval del segle xi situat al N de Canet de Mar (Maresme), Catalunya, declarat bé cultural d'interès nacional. Està situat a l'oest del terme. El conjunt va ser molt modificat i ampliat a inicis del segle XX per l'arquitecte Lluís Domènech i Montaner, quan va adquirir l'aspecte actual. L'arquitecte va incloure elements nous i altres portats de diferents llocs, com la galeria gòtica del santuari del Tallat. Del conjunt original baix medieval resten -tot i que amb modificacions- dues torres de defensa amb espitlleres i cosera i un cos d'edifici rectangular, situats al nord-est. Abans era una casa de Canet, un casal fortificat documentat el 1217. En el segle XI, l'edifici va ser adaptat com a masia fortificada per enfrontar-se a les incursions pirates d'aquella època, i actualment forma part integrant del conjunt arquitectònic del Castell de Santa Florentina.L'edifici fou incendiat en època dels remences (s. XV) i ampliat més tard.

## Història

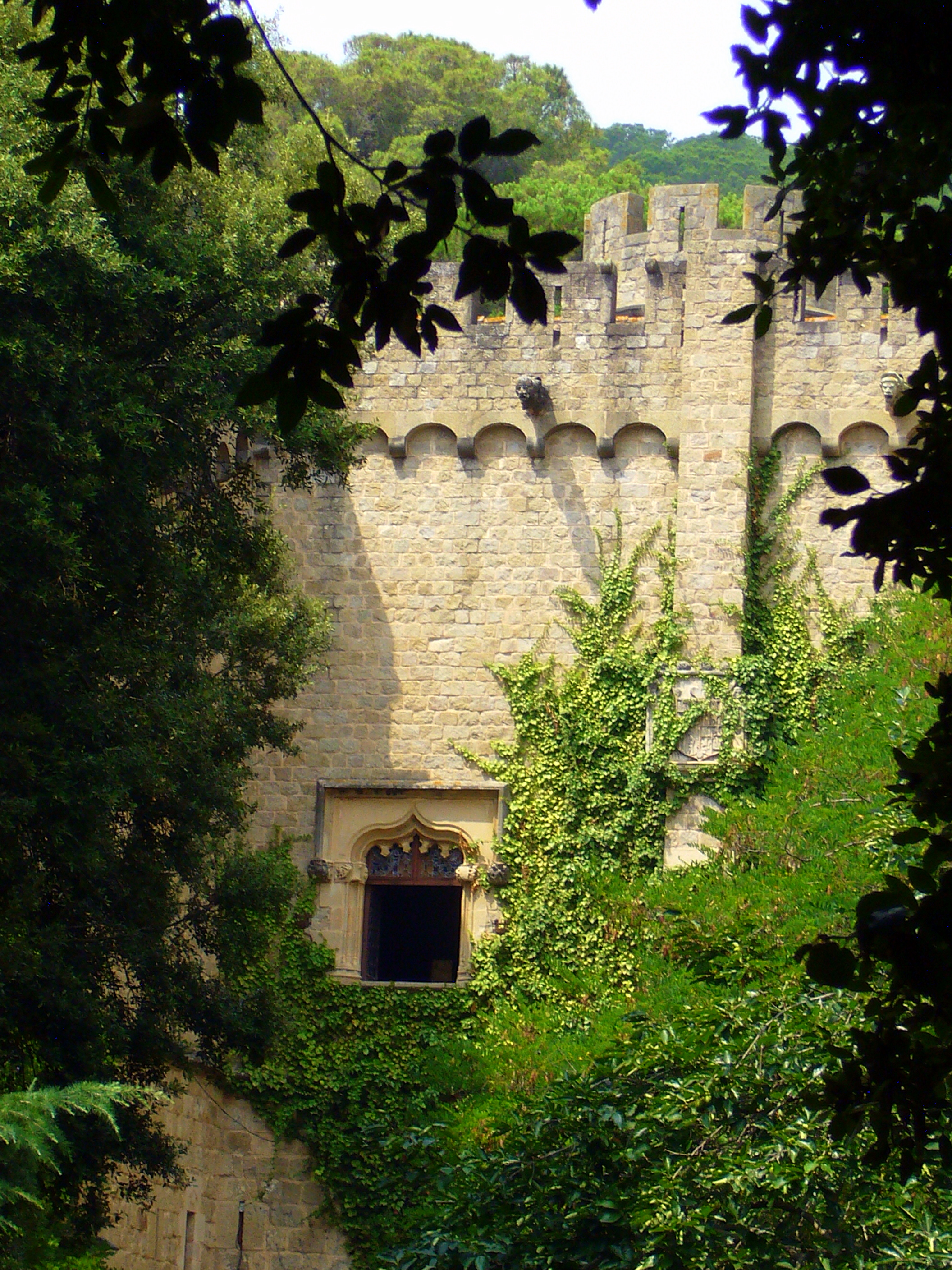
Vista del mur amb una finestra gòtica

Està edificat sobre la planta d'una antiga fortificació romana. Gaudamir de Canet en fou el primer propietari documentat (1024). També un Gilabert de Canet (1041), cavaller que deixaria la més notòria traça arquitectònica de la Domus medieval: les torres del seu portal fortificat. Podrien ser els antecessors del cavaller Ferrer de Canet, que morí el 1251 i amb el qual comença la història coneguda de la casa forta i del llinatge. Al segle xv pertanyia per successió als Peguera, que el 1521 el cediren a Salvador Spano, cap d'una família que a final del segle xvi s'alià matrimonialment amb Dimas Montaner. La família Montaner han sigut els propietaris del castell fins a la mort de Júlia de Montaner, a l'any 1964, vídua de Ricard de Capmany. Posteriorment, la propietat passar a mans de les netes de Júlia i Ricard, duent-se a terme la divisió horitzontal del mateix entre les dues germanes Capmany. Actualment, només la part coneguda com a Casa Forta segueix sent propietat de la branca familiar Capmany. Mentre que la part nova o modernista es va vendre a una empresa de nacionalitat russa l'any 2014.
L'any 1908 hi feu estada el rei Alfons XIII, que va atorgar a Ramon de Montaner el títol de comte de la Vall de Canet. Entre 1900-1910, fou ampliat i reformat per l'arquitecte modernista Lluís Domènech i Montaner, per encàrrec de Ramon de Montaner i Vila, copropietari de l'editorial Montaner i Simon. L'arquitecte va donar un aire medieval al castell amb la introducció de peces provinents del santuari del Tallat. També va construir la cripta on va ser enterrada Florentina Malató i Suriñach, esposa de Ramon Montaner, morta el 1900. La seua façana conté unes figures realitzades per l'escultor Carles Flotats i Galtés.
El castell conserva totes les arts decoratives i aplicades dels artistes modernistes catalans de principis del segle xx, com vitralls, forja, artessonats i escultura. També les seues dues antigues torres de defensa. La revista Architectural Digest. Las casas más bellas del mundo el cita al número de novembre del 1998. Diu l'article que:
| « | «sorprèn veure els seus murs tan antics amb un aspecte tan actual. A vegades es vol visitar per la seva antigor i a vegades pel seu modernisme, però un modernisme que respecta admirablement els cànons gòtics de la vella construcció, com ho demostren els mobles, les escultures, els tapissos, els quadres, la porcellana, el vidre i les armes que omplen les seves estances. El conjunt resulta harmoniós, solemne i, al mateix temps, sorprenentment viu» | » |

El Castell ha estat escenari de diversos rodatges, en què destaca la filmació el 2015 d'escenes de la sisena temporada de la sèrie Joc de Trons. Actualment, el castell està obert al públic per a visites culturals i també es pot llogar per a la celebració d'esdeveniments privats, reportatges fotogràfics, espots publicitaris, filmacions i casaments.
Està catalogat com a BCIN des de 1949. En el Saló del Tron s'exposa el quadre de Pau Béjar en què es representa la llegenda de l'escut de Catalunya amb el comte Guifré el Pilós.

## Les restes romàniques
De la primitiva edificació romànica, segons el plànol confegit per Domènech i Montaner abans de la restauració, roman una torre de planta rectangular i adossada a aquesta, una estança també de base rectangular, totes dues amb espitlleres, situades en el sector NE.